# Georgia Engel
Georgia Bright Engel (Washington, 1948. július 28. – Princeton, New Jersey, 2019. április 12.) amerikai színésznő.

## Életútja
1948. július 28-án Washingtonban született, Benjamin Franklin Engel és a Ruth Caroline Hendron lányaként. Apja a parti őrség admirálisa volt. Általános iskolai tanulmányait az alaszkai Kodiak Island Borough Schoolban, a középiskolait a marylandi Walter John High Schoolban végezte. Majd a Washingtoni Balett Akadémián tanult. Színész diplomáját a Hawaii Egyetemen szerezte Manoa-ban.
Az egyetem elvégzése után a Washington American Light Opera Company zenei produkcióban szerepelt. 1969-ben New Yorkba költözött és off-Broadway darabokban lépett fel. 1971-ben Los Angeles-ben vendégszerepelt a The House of Blue Leaves darabbal, amelyben a Mary Tyler Moore és férje Grant Tinker látta és televíziós munkát ajánlottak neki. 1972 és 1977 között 57 alkalommal szerepelt Mary Tyler Moore televíziós show-műsorában.
1971-ben Miloš Forman Elszakadás című mozifilmjében debütált Margot szerepében. Alakításáért 1972-ben BAFTA-díjra jelölték a legjobb női mellékszereplőnek kategóriában. Közel húsz mozi- és tv-filmben illetve számos tv-sorozatban szerepelt pályafutása alatt.

## Filmjei
Mozifilmek
- Elszakadás (Taking Off) (1971)
- Egy ember halott (Un homme est mort) (1972)
- The Care Bears Movie (1985, hang)
- Papa Was a Preacher (1985)
- Életjelek (Signs of Life) (1989)
- Dr. Dolittle 2. (2001, hang)
- Édes kis semmiség (The Sweetest Thing) (2002)
- Nagyon vadon (Open Season) (2006, hang)
- Nagyon vadon 2. (Open Season 2) (2008, hang)
- Nagyon vadon 3. (Open Season 3) (2010, hang)
- Nagyfiúk 2. (Grown Ups 2) (2013)

Tv-filmek
- A Love Affair: The Eleanor and Lou Gehrig Story (1977)
- The Day the Women Got Even (1980)
- The Special Magic of Herself the Elf (1983, hang)
- The Beast (2007)
- Family Album (2011)
- The Family Lamp (2016)
- Groomzilla (2017)

Tv-sorozatok
- Mary Tyler Moore (1972–1977, 57 epizódban)
- Rhoda (1974, két epizódban)
- The Betty White Show (1977–1978, 14 epizódban)
- Szerelemhajó (The Love Boat) (1977–1982, négy epizódban)
- Fantasy Island (1978–1983, öt epizódban)
- Egy úr az űrből (Mork & Mindy) (1979, két epizódban)
- The Associates (1980, egy epizódban)
- Goodtime Girls (1980, 13 epizódban)
- CBS Library (1981, hang, egy epizódban)
- Jennifer Slept Here (1983–1984, 13 epizódban)
- Coach (1991–1997, 20 epizódban)
- Hi Honey, I'm Home (1992, egy epizódban)
- Talpig pácban (Working) (1998, hang, egy epizódban)
- Herkules (Hercules) (1998, hang, két epizódban)
- Hé, Arnold! (Hey Arnold!) (2000, hang, egy epizódban)
- Szeretünk, Raymond (Everybody Loves Raymond) (2003–2005, 14 epizódban)
- Passions (2007, hat epizódban)
- Neighbours (2011, két epizódban)
- A hivatal (The Office) (2012, három epizódban)
- Unsupervised (2012, hang, egy epizódban)
- Két pasi – meg egy kicsi (Two and a Half Men) (2012, két epizódban)
- Vérmes négyes (Hot in Cleveland) (2012–2015, 18 epizódban)
- One Day at a Time (2018, egy epizódban)